# Futbol'nyj Klub Tjumen' 2016-2017
Questa voce raccoglie le informazioni riguardanti il Futbol'nyj Klub Tjumen' nelle competizioni ufficiali della stagione 2016-2017.

## Stagione
In PFN Ligi la squadra terminò al nono posto in classifica.

## Rosa
| N. |                   | Ruolo | Calciatore               |
| -- | ----------------- | ----- | ------------------------ |
| 3  | Russia (bandiera) | D     | Aleksandr Kulikov        |
| 4  | Russia (bandiera) | C     | Danil Klënkin            |
| 5  | Russia (bandiera) | C     | Artur Ryabokobylenko     |
| 7  | Russia (bandiera) | C     | Andrey Pavlenko          |
| 8  | Russia (bandiera) | C     | Ivan Chudin              |
| 9  | Russia (bandiera) | A     | Khasan Mamtov (capitano) |
| 10 | Russia (bandiera) | C     | Aleksey Pustozerov       |
| 13 | Russia (bandiera) | C     | Aleksey Shlyapkin        |
| 15 | Russia (bandiera) | A     | Artem Tretyakov          |
| 17 | Russia (bandiera) | C     | Egor Glukhov             |
| 18 | Russia (bandiera) | C     | Vladimir Leshonok        |
| 19 | Russia (bandiera) | D     | Roman Loktionov          |
| 22 | Russia (bandiera) | D     | Ildar Shabaev            |

| N. |                   | Ruolo | Calciatore          |
| -- | ----------------- | ----- | ------------------- |
| 24 | Russia (bandiera) | C     | Nikita Telenkov     |
| 25 | Russia (bandiera) | P     | Aleksey Usoltsev    |
| 28 | Russia (bandiera) | D     | Dmitri Guzj         |
| 29 | Russia (bandiera) | D     | Pavel Maslov        |
| 30 | Russia (bandiera) | D     | Soslan Takazov      |
| 35 | Russia (bandiera) | P     | Igor Telkov         |
| 37 | Russia (bandiera) | A     | Andrea Čukanov      |
| 53 | Russia (bandiera) | P     | Artem Smirnov       |
| 55 | Russia (bandiera) | C     | Maksim Biryukov     |
| 72 | Russia (bandiera) | C     | Sergey Koshelev     |
| 90 | Russia (bandiera) | D     | Pavel Shakuro       |
| 96 | Russia (bandiera) | A     | Aleksandr Zaslavski |
| 98 | Russia (bandiera) | A     | Georgi Kuchiev      |

## Risultati

### PFN Ligi
| Arbitro: | Vladimir Moskalev |

|                                                             |           |  |
| Ivan Temnikov 24’ Kirill Panchenko 57’ Kirill Panchenko 61’ | Marcatori |  |

| Arbitro: | Vladislav Bezborodov |

|                   |           |  |
| Roman Slavnov 46’ | Marcatori |  |

| Arbitro: | Aleksey Eskov |

|                     |           |  |
| David Mildzikhov ?’ | Marcatori |  |

| Arbitro: | Nikolay Voloshin |

|                   |           |  |
| Danil Klenkin 90’ | Marcatori |  |

| Arbitro: | Yuri Aponasenko |

|                    |           |                       |
| Magomed Guguev 65’ | Marcatori | 62’ Vladimir Leshonok |

| Čeljabinsk 6 agosto 2016, ore 14:00 6ª giornata | Tjumen'          | 0 – 0 referto | Luč-Ėnergija | Stadio Lokomotiv (1.000 spett.)\| Arbitro: \| Aleksey Matyunin \| |
| Arbitro:                                        | Aleksey Matyunin |               |              |                                                                   |

| Arbitro: | Vladimir Seldyakov |

|                                            |           |                                                              |
| Pavel Yakovlev 50’ Vladislav Panteleev 85’ | Marcatori | 20’ Khasan Mamtov 49’ Khasan Mamtov 72’ (rig.) Khasan Mamtov |

| Arbitro: | Evgeni Kukulyak |

|                        |           |                                          |
| Andrea Chukanov 90'+4’ | Marcatori | 14’ Anton Zabolotnyi 16’ Maksim Palienko |

| Arbitro: | Artem Chistyakov |

|  |           |                   |
|  | Marcatori | 72’ Khasan Mamtov |

| Arbitro: | Timur Arslanbekov |

|                     |           |                                                             |
| Andrey Pavlenko 55’ | Marcatori | 63’ Ruslan Koryan 80’ Adlan Katsaev 87’ Vladislav Nikiforov |

| Arbitro: | Lasha Verulidze |

|                                                        |           |                                      |
| Yan Kazaev 34’ Nikita Lapin 90'+1’ Nikita Lapin 90'+3’ | Marcatori | 3’ Andrea Chukanov 81’ Khasan Mamtov |

| Arbitro: | Igor Fedotov |

|                                                         |           |                       |
| Danil Klenkin 55’ Danil Klenkin 60’ Andrey Pavlenko 80’ | Marcatori | 45'+1’ Maksim Andreev |

| Saransk 17 settembre 2016, ore 17:00 13ª giornata | Mordovija | 1 – 1 referto | Tjumen' | Start Stadion |

| Tjumen' 26 settembre 2016, ore 17:00 14ª giornata | Tjumen' | 2 – 0 referto | Kuban' | Stadio Geolog |

| Voronež 2 ottobre 2016, ore 16:00 15ª giornata | Fakel Voronež | 0 – 0 referto | Tjumen' | Stadio Centrale |

| Tjumen' 8 ottobre 2016, ore 14:00 16ª giornata | Tjumen' | 1 – 1 referto | Sokol Saratov | Stadio Geolog |

| Jaroslavl' 15 ottobre 2016, ore 17:00 17ª giornata | Šinnik | 0 – 0 referto | Tjumen' | Stadio Šinnik |

| Nižnekamsk 22 ottobre 2016, ore 14:00 18ª giornata | Neftechimik | 0 – 1 referto | Tjumen' | Stadio Neftechimik |

| Tjumen' 30 ottobre 2016, ore 12:00 19ª giornata | Tjumen' | 2 – 3 referto | Enisej | Stadio Geolog |

| Tjumen' 5 novembre 2016, ore 15:00 20ª giornata | Tjumen' | 2 – 2 referto | Baltika | Stadio Geolog |

| Tjumen' 9 novembre 2016, ore 17:00 21ª giornata | Tjumen' | 1 – 0 referto | Zenit-2 | Stadio Geolog |

| Astrachan' 13 novembre 2016, ore 15:00 22ª giornata | Volgar' Astrachan' | 2 – 0 referto | Tjumen' | Stadio Centrale |

| Tjumen' 22 marzo 2017, ore 13:00 23ª giornata | Tjumen' | 3 – 0 referto | Spartak-Nal'čik | Stadio Geolog |

| Vladivostok 26 novembre 2016, ore 09:00 24ª giornata | Luč-Ėnergija | 1 – 3 referto | Tjumen' | Stadio Dinamo |

| Tjumen' 8 marzo 2017, ore 13:00 25ª giornata | Tjumen' | 1 – 1 referto | Spartak-2 Mosca | Stadio Geolog |

| Velikij Novgorod 12 marzo 2017, ore 16:00 26ª giornata | Tosno | 2 – 2 referto | Tjumen' | Stadio Ėlektron (1 650 spett.) |

| Tjumen' 19 marzo 2017, ore 12:00 27ª giornata | Tjumen' | 0 – 0 referto | Tambov | Stadio Geolog |

| Chabarovsk 26 marzo 2017, ore 07:00 28ª giornata | SKA-Chabarovsk | 1 – 0 referto | Tjumen' | Stadio Lenin (3 000 spett.) |

| Tjumen' 1º aprile 2017, ore 13:00 29ª giornata | Tjumen' | 1 – 1 referto | Chimki | Stadio Geolog (1 800 spett.) |

| Tjumen' 8 aprile 2017, ore 13:00 30ª giornata | Sibir' | 1 – 2 referto | Tjumen' | Stadio Geolog (1 900 spett.) |

| Tjumen' 12 aprile 2017, ore 16:00 31ª giornata | Tjumen' | 2 – 1 referto | Mordovija | Stadio Geolog |

| Krasnodar 17 aprile 2017, ore 19:00 32ª giornata | Kuban' | 3 – 1 referto | Tjumen' | Stadio Kuban' (4 217 spett.) |

| Tjumen' 23 aprile 2017, ore 14:00 33ª giornata | Tjumen' | 3 – 1 referto | Fakel Voronež | Stadio Geolog (1 800 spett.) |

| Saratov 29 aprile 2017, ore 15:00 34ª giornata | Sokol Saratov | 1 – 0 referto | Tjumen' | Stadio Lokomotiv (1 080 spett.) |

| Tjumen' 6 maggio 2017, ore 13:00 35ª giornata | Tjumen' | 5 – 1 referto | Šinnik | Stadio Geolog (1 500 spett.) |

| Tjumen' 10 maggio 2017, ore 16:00 36ª giornata | Tjumen' | 2 – 0 referto | Neftechimik | Stadio Geolog |

| Krasnojarsk 14 maggio 2017, ore 11:00 37ª giornata | Enisej | 1 – 0 referto | Tjumen' | Stadio Centrale (4 200 spett.) |

| Tjumen' 20 maggio 2017, ore 13:00 38ª giornata | Tjumen' | 0 – 2 referto | Dinamo Mosca | Stadio Geolog |

### Coppa di Russia
| Arbitro: | Igor Panin |

|  |           |                    |
|  | Marcatori | 74’ Maksim Votinov |